# Киро Маричков
Киро (Кирил) Христов Маричков е български архитект от първите десетилетия на XX век.

## Биография
Роден е в град Калофер на 28 октомври 1875 г. и е наследник на известен род. Майка му Елена Странска е сестра на д-р Георги Странски, революционер и политик. След основното си образование Киро Маричков завършва мебелно резбарско училище в Чехия. Следва архитектура в Карлсруе, Германия и се дипломира през 1900 г. От 1903 до 1911 година работи съвместно с архитект Георги Фингов, след което работи самостоятелно.
От 1908 до 1911 година е помощник-кмет на София. През 1906 г. той става един от основателите на дружество „Съвременно изкуство“, което обединява младите художници и архитекти.
Съвместно с архитект Георги Фингов проектира в София през 1907 г. тогавашната Трета мъжка гимназия, Стопанското училище, през 1911 г. още 10 училища и други.
Съвместно с архитект Никола Костов проектира железопътната гара във Варна (1907-1913) и железопътната гара в Бургас (1907-1913).
Самостоятелно той е автор на хотел „Империал“ с бар-вариете (първата стоманобетонна сграда с рамова конструкция в България, 1920 г.), на доходното здание на Янко Бакърджиев на улица „Леге“ 4 (1922 г.), на много жилищни сгради: къщата на братя Иванови, която той смята за свой шедьовър, къщата на Иван Мотикаров и други.
Умира на 17 февруари 1922 г. в София. Синът му Кирил Маричков е адвокат и юрисконсулт, от когото е внукът му - музикантът Кирил Маричков.